# 莎拉龍屬
莎拉龍屬（學名：Sarahsaurus）是蜥腳形亞目恐龍的一屬，生存於侏羅紀早期的北美洲。在早期理論中，原始蜥腳形亞目恐龍起源於三疊紀中期或晚期的南半球，並迅速擴散到盤古大陸的各地區，持續生存到侏羅紀早期。莎拉龍的發現，顯示原始蜥腳形亞目恐龍從南美洲遷徙到北美洲的時間，可能在三疊紀-侏羅紀滅絕事件發生後。

## 發現與命名
莎拉龍的正模標本（編號TMM 43646-2）是一個關節仍連接、接近完整的身體骨骼與部分頭顱骨，包含：前上頜骨、額骨、方骨、腦殼。根據枕骨基部的癒合狀況，椎體與神經弓的癒合狀況、薦椎與其肋骨的癒合狀況、尾椎與其肋骨的癒合狀況，可知正模標本是個成年個體。除了正模標本，還發現一個部分身體骨骼（編號TMM 43646-3）；一個幾乎完整、但遭到壓碎的頭顱骨與下頜，以及頸椎與尾椎、肱骨末端、股骨幹（編號MCZ 8893）。這三個標本都發現於美國亞利桑那州金春的卡岩塔組（Kayenta Formation）地層，地質年代相當於侏羅紀早期的錫內穆階或普林斯巴階。第三個標本，枕骨基部仍有明顯骨縫，是個未成年個體，過去曾被列為大椎龍的未命名種（Massospondylus sp.）。正模標本與第三個標本的重疊部位，包含：腦殼、方骨、額骨、前上頜骨、頸椎、肱骨，兩者有許多相同特徵，因此第三個標本也被改編入於莎拉龍。
在2011年，古生物學家提摩西·洛伊（Timothy B. Rowe）、漢斯·戴爾特·蘇伊士（Hans- Dieter Sues）、羅伯特·勞茲（Robert R. Reisz）將這些化石進行敘述、命名，模式種是金泉莎拉龍（S. aurifontanalis）。屬名是以Sarah Butler女士為名，她與其丈夫Ernest Butler曾長期贊助德州的藝術活動、科學與醫藥，他們曾替德克薩斯州奥斯丁自然科學中心募集經費；種名是由拉丁文的 aurum（黃金）與 fontanalis（噴泉）所構成，意指化石發現地的亞利桑那州金泉（Gold Spring）。

## 體徵
與其他蜥腳形亞目相比，莎拉龍的特徵包含：顱底結節與中前孔之間有個低矮骨牆、背椎的神經棘有明顯基部、掌骨數量為2-3-4-2-2、具有恥骨孔。
莎拉龍的身長估計約4.2公尺，體重估計值約為113公斤。莎拉龍的特徵是具有大型而強壯的手掌，研究人員據此假設莎拉龍可能是雜食性動物。

## 分類
在2011年，其他研究人員提出原始蜥腳形亞目的親緣分支分類法研究，提出莎拉龍的最近親是懦弱龍，兩者都屬於大腳類演化支。
莎拉龍是北美洲所發現、命名的第三種基礎型蜥腳形亞目恐龍；其他兩個分別是：發現於康乃狄克河流域的近蜥龍（跟砂龍恐龍是相同動物），生存於侏羅紀早期、以及發現於猶他州的沙怪龍，生存年代也是侏羅紀早期，但年代較晚。
在早期理論中，原始蜥腳形亞目恐龍起源於三疊紀中期或晚期的南半球，並迅速擴散到盤古大陸的各地區，在各地區從三疊紀晚期持續生存到侏羅紀早期。研究人員提出不同假設，認為三疊紀-侏羅紀滅絕事件使北美洲的多數優勢陸地動物消失後，一群原始蜥腳形亞目恐龍從南美洲遷徙到北美洲。